# Румунија на Светском првенству у атлетици на отвореном 2015.
Румунија је на Светском првенству у атлетици на отвореном 2015. одржаном у Пекингу од 22. до 30. августа, учествовала петнаести пут, односно учествовала је на свим првенствима до данас. Репрезентацију Румуније представљало је 16 такмичара (5 мушкараца и 11 жена) који су такмичили у 12 дисциплина (5 мушких и 7 женских).,
Такмичари Румуније нису освојили ни једну медаљу али је оборен 1 лични рекорд и остварен 1 најбољи национални и 2 најбоља лична резултата сезоне. У табели успешности према броју и пласману такмичара који су учествовали у финалним такмичењима (првих 8 такмичара) Румунија је са 1 учесником у финалу делила 59 место са 3 бода.
| Плас. | Земља    | 1. место | 2. место | 3. место | 4. место | 5. место | 6. место | 7. место | 8. место | Бр. финал. | Бод. |
| ----- | -------- | -------- | -------- | -------- | -------- | -------- | -------- | -------- | -------- | ---------- | ---- |
| =59.  | Румунија | 0        | 0        | 0        | 0        | 0        | 1        | 0        | 0        | 1          | 3    |

## Учесници
| Мушкарци: - Маријус Јонеску — Маратон - Маријус Кочоран — Ходање 50 км - Михај Донисан — Скок увис - Маријан Опреа — Троскок - Андреј Гаг — Бацање кугле | Жене: - Бјанка Разор — 400 м, 4 х 400 м - Florina Pierdevara — 1.500 м - Клаудија Паула Тодоран — Маратон - Andreea Grecu — 4 х 400 м - Anamaria Ioniță — 4 х 400 м - Sanda Belgyan — 4 х 400 м - Клаудија Штеф — Ходање 20 км - Алина Ротару — Скок удаљ - Флорентина Маринку — Скок удаљ - Елена Пантуроју — Троскок - Кристина Бујин — Троскок |  |

## Резултати

### Мушкарци
| Атлетичар       | Дисциплина   | Лични рекорд        | Квалификације | Квалификације | Полуфинале           | Полуфинале  | Финале                                    | Финале             | Детаљи |
| Атлетичар       | Дисциплина   | Лични рекорд        | Резултат      | Место         | Резултат             | Место       | Резултат                                  | Место              | Детаљи |
| --------------- | ------------ | ------------------- | ------------- | ------------- | -------------------- | ----------- | ----------------------------------------- | ------------------ | ------ |
| Маријус Јонеску | Маратон      | 2:11:31             |               |               |                      |             | Нису завршили трку                        | Нису завршили трку |        |
| Маријус Кочоран | 50 км ходање | 3:55:59 НР          |               |               |                      |             | Нису завршили трку                        | Нису завршили трку |        |
| Михај Донисан   | Скок увис    | 2,32д               | 2,26          | 12. у гр. А   |                      |             | Није се квалификовао                      | 22 / 39 (41)       |        |
| Маријан Опреа   | Троскок      | 17,81 (+1.0 м/с) НР | 17,07 КВ, ЛРС | 2. у гр. А    | 17,06                | 6 / 27 (28) | Архивирано на веб-сајту (29. август 2015) |                    |        |
| Андреј Гаг      | Бацање кугле | 20,96 НР            | 19,74         | 7. у гр Б     | Није се квалификовао | 17 / 31     |                                           |                    |        |

### Жене
| Атлетичарка                                               | Дисциплина   | Лични рекорд | Квалификације       | Квалификације       | Полуфинале            | Полуфинале            | Финале                | Финале             | Детаљи |
| Атлетичарка                                               | Дисциплина   | Лични рекорд | Резултат            | Место               | Резултат              | Место                 | Резултат              | Место              | Детаљи |
| --------------------------------------------------------- | ------------ | ------------ | ------------------- | ------------------- | --------------------- | --------------------- | --------------------- | ------------------ | ------ |
| Бјанка Разор                                              | 400 м        | 51,31        | 50,37 КВ ЛР         | 1. у гр. 5          | 51,05                 | 6. у гр. 3            | Није се квалификовала | 13 / 41 (42)       |        |
| Florina Pierdevara                                        | 1.500 м      | 4:07,95      | 4:13,76             | 11. у гр. 3         | Није се квалификовала | Није се квалификовала | Није се квалификовала | 30 / 34 (35)       |        |
| Клаудија Паула Тодоран                                    | Маратон      | 9:46,98      |                     |                     |                       |                       | Није завршила трку    | Није завршила трку |        |
| Andreea Grecu Anamaria Ioniță Sanda Belgyan Бјанка Разор2 | 4 х 400 м    | 3:25,68 НР   | 3:28,60 НРС         | 5. у гр 1           |                       |                       | Нису се квалификовале | 11 / 16            |        |
| Клаудија Штеф                                             | 20 км ходање | 1:27:41 НР   |                     |                     |                       |                       | 1:34:51               | 24 / 42 (50)       |        |
| Алина Ротару                                              | Скок удаљ    | 6,74         | 6,58                | 8. у гр Б           |                       |                       | Није се квалификовала | 15 / 31 (34)       |        |
| Флорентина Маринку                                        | Скок удаљ    | 6,71         | Без исправног скока | Без исправног скока | Није се квалификовала | Није се квалификовала |                       |                    |        |
| Елена Пантуроју                                           | троскок      | 14,13        | 13,58               | 10. у гр. А         | Нису се квалификовале | 18 / 27 (28)          |                       |                    |        |
| Кристина Бујин                                            | троскок      | 14,42        | 13,21               | 11. у гр Б          | Нису се квалификовале | 25 / 27 (28)          |                       |                    |        |

- Атлетичарке у штафети означене бројевима, су учествовале у више дисциплина